# Delrioïta
La delrioïta és un mineral de la classe dels òxids. Rep el nom en honor d'Andrés Manuel del Río Fernández (10 de novembre de 1764 - 23 de març de 1849), qui el 1801 va anunciar el descobriment d'un nou element, l'eritroni, que finalment acabaria sent l'element vanadi.

## Característiques
La delrioïta és un òxid de fórmula química Sr(VO₃)₂(H₂O)₄. Cristal·litza en el sistema monoclínic. La seva duresa a l'escala de Mohs és 2.
Segons la classificació de Nickel-Strunz, la delrioïta pertany a «04.HG: V[5+, 6+] vanadats. Òxids de V sense classificar» juntament amb els següents minerals: fervanita, huemulita, vanoxita, vanalita, simplotita, navajoïta, metadelrioïta, barnesita, hendersonita, grantsita, lenoblita i satpaevita.

## Formació i jaciments
Va ser descoberta a la mina Jo Dandy, situada a la vall de Paradox, dins el comtat de Montrose de l'estat de Colorado (Estats Units). També ha estat descrita a la mina Blue Streak, dins el mateix comtat, així com al districte miner de Pahranagat, a l'estat nord-americà de Nevada. Aquests tres indrets són els únics de tot el planeta on ha estat descrita aquesta espècie mineral.